# Silvinella heteropus
Silvinella heteropus är en insektsart som först beskrevs av Walker, F. 1869.  Silvinella heteropus ingår i släktet Silvinella och familjen syrsor. Inga underarter finns listade i Catalogue of Life.